# Ceropegia curviflora
Ceropegia curviflora är en oleanderväxtart som beskrevs av Justus Carl Hasskarl. Ceropegia curviflora ingår i släktet Ceropegia och familjen oleanderväxter. Inga underarter finns listade i Catalogue of Life.